# Crosby, Cumbria
Crosby är en by i Cumbria i England. Byn är belägen 37 km 
från Carlisle. Orten har 809 invånare (2015).